# Eubolina
Eubolina là một chi bướm đêm thuộc họ Erebidae.

## Loài
- Eubolina impartialis Harvey, 1875